# UEFA Euro 96 (videoigra)
UEFA Euro 96 je prva službena videoigra Europskog nogometnog prvenstva, i to EP-a 1996. u Engleskoj. Ova igra je ujedno i prva u UEFA Euro serijalu, a njen proizvođač je Gremlin Interactive. Slogan igre bio je Nogomet se vraća kući ("Football is coming home"), a dosta je slična videoigri Actua Soccer. Izdana je za osobna računala i Sega Saturn.
| Prethodnik: | Službena videoigra UEFA EP-a 1996. | Nasljednik:    |
| (prva igra) | Službena videoigra UEFA EP-a 1996. | UEFA Euro 2000 |